# Рілля

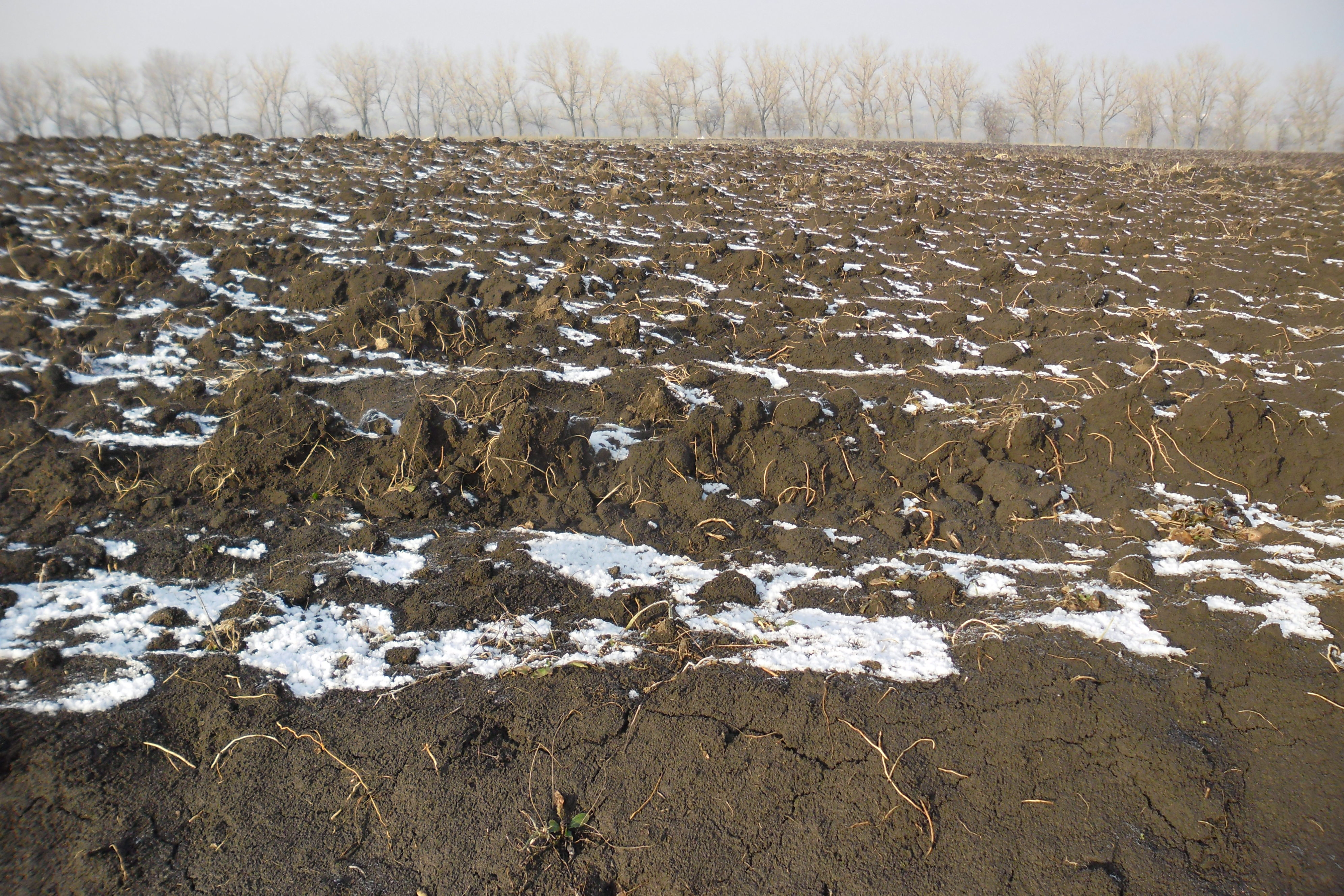
Рілля навесні.

Рілля́ — виоране поле. Зораний шар ґрунту.
Показники якості ріллі: глибина ріллі, її прямолінійність, злитість (рівномірність поверхні), рівномірність заглиблення і підйому плуга, чіткість бічних кордонів орної ділянки, забур'яненість ріллі, якість окремого пласта ріллі (повинен бути перевернутим, ґрунт роздрібнений на дрібні грудки й укладений без утворення порожнин).